# 芸術選奨
芸術選奨（げいじゅつせんしょう）は、文化庁主催の芸術家の顕彰制度。1950年（昭和25年）度発足。

## 概要
各年度毎に芸術各分野において優れた業績をあげた人物に対し「芸術選奨文部科学大臣賞」、またその業績により新生面を開いた人物に対し「芸術選奨文部科学大臣新人賞」 の各賞が贈られる。（芸術選奨新人賞）
1950年（昭和25年）に文化庁芸術祭から分離される形で「芸能選奨」（げいのうせんしょう）として設立され、1956年（昭和31年）に現在の名称に改められた。文化庁による賞としては、他に文化勲章、文化功労者、文化庁メディア芸術祭などがあるが、それらとは別の制度である。

## 芸術選奨文部科学大臣賞
芸術分野をいくつかの部門に分けて、それらの分野において顕著な活躍を見せた人物に「芸術選奨文部科学大臣賞」が贈呈される。1955年（昭和30年）の第5回（1954年〈昭和29年〉度）までの旧名称は「芸能選奨文部大臣賞」、2000年（平成12年）の第50回（1999年〈平成11年〉度）までの旧名称は「芸術選奨文部大臣賞」。

### 対象部門
対象部門は時代とともに変遷し、2009年現在、演劇、映画、音楽、舞踊、文学、美術、放送、大衆芸能、芸術振興（2004年から）、評論等、メディア芸術（2008年から。メディアアート、漫画、アニメなど）の11部門が対象となる。また、作品ではなく、人が受賞の対象であり、受賞の年（1月～12月）の優れた業績を対象としている。そのため、受賞理由として挙げられている作品が、必ずしも当人の代表作というわけではない。

### 表彰
毎年3月中旬に受賞者が発表され、同月下旬に東京都内のホテルにて贈呈式が行われる。受賞者には賞状と賞金30万円が贈られる。2024年度から120万円に引き上げられた。

### 受賞者

#### 芸能選奨時代

##### 第1回 (1951年)
- 坂東三津五郎 - 歌舞伎『義経千本桜』佐藤忠信役の演技
- 山本安英 - 新劇『ゆうづる』つうの演技
- 日本映画社 - 短編映画『いねの一生』
- 岩波映画 - 短編映画『蝿のいない町』
- 尾高尚忠 - 指揮
- 増沢健美 - 音楽評論
- 清水脩 - 『楽曲インド旋律による四楽章』
- 竹山道雄 - 『ビルマの竪琴』
- 石井桃子 - 『ノンちゃん雲に乗る』
- 吉岡堅二 - 日本画近代化の研究
- 三岸節子 - 洋画『金魚』
- 横江嘉純 - 彫塑界の業績
- 信田洋 - 工芸『芙蓉置物』
- 長孝一郎 - 『秋祭』
- 報道工芸研究社 - 幻灯画『図説天文学』
- 全光社 - 紙芝居『こねこちろちゃん』
- 日本紙芝居幻灯株式会社 - 『お母さんの話』

##### 第2回 (1952年)
- 東山千栄子 - 新劇『桜の園』でのクラネフスカヤ役としての演技
- 神西清 - 『ワーニャ伯父さん』の舞台脚本としての翻訳
- 朝日新聞厚生文化事業団 - 『中尊寺』
- 朝日光画 - 幻灯画『微少世界』
- NHK交響楽団 - 『ファルスタッフ』の初演と業績
- 町田佳声 - 日本民謡研究および関東編の発表
- 江口・宮舞踊研究所 - 現代舞踊界の業績『プロメテの火』
- 壺井栄 - 『母のない子と子のない母と』
- 橋本明治 - 日本画『赤い椅子』
- 岡鹿之助 - 洋画『遊蝶花』
- 澤田政廣 - 彫塑『五木の精』
- 楠部弥一 - 『目磯四方鶴紋花瓶』
- 桜間弓川 - 能楽界の業績

##### 第3回 (1953年)
- 千田是也 - 新劇『オセロ』、『ウィンザーの陽気な女房たち』での演技
- 戸板康二 - 『劇場の椅子』、『今日の歌舞伎』の著書と評論
- 中山晋平 - 音楽の大衆化
- 牛山充 - 音楽評論活動
- コロムビア株式会社 - レコード『かわいいかくれんぼ』、『めだかの学校』
- 杵屋正邦 - 日本舞踊での作曲
- 浜田広介 - ひろすけ童話集
- 金島桂華 - 日本画『鯉』
- 小林和作 - 洋画『海辺の丘』と近業
- 清水多嘉示 - 彫塑『裸婦』
- 浜田庄司 - 工芸『壺』と近業
- 多久尚 - 雅楽『陪臚』の演技

##### 第4回 (1954年)
- 劇団ぶどうの会 - 新劇界での業績
- 英太郎 - 新派の女方としての近業
- 成瀬巳喜男 - 『あにいもうと』ほかの演出
- 宮川一夫 - 『雨月物語』ほかの撮影
- 東京交響楽団 - 現代音楽の紹介
- 藤根道雄 - 新内の研究
- 石井漠 - バレエ『人間釈迦』と舞踊界の業績
- 園廣茂 - 舞楽『蘇莫者』の演技
- サトウハチロー - 『しかられぼうず』
- 岩橋英遠 - 日本画『庭石』
- 中村琢二 - 洋画『扇を持つ女』
- 各務鉱三 - 工芸『クリスタル花器』
- 山田守 - 『厚生年金病院』の建設

##### 第5回 (1955年)
- 川尻清潭 - 歌舞伎の演出
- 郡司正勝 - 歌舞伎界の業績
- 中村勘三郎 - 歌舞伎『朝顔日記』の演技
- 松崎国雄 - 『慟哭』の照明
- 溝口健二 - 『近松物語』と映画界の業績
- 碧川道夫 - 『地獄門』において色彩映画製作技術の向上に尽くした業績
- 塚越成治 - 同上
- 横田達之 - 同上
- コロムビア株式会社 - 『舟弁慶』
- 斉田喬 - 斉田喬児童演劇全集
- 岩波少年文庫編集局 - 岩波少年文庫
- 小倉遊亀 - 日本画『裸婦』
- 新海竹蔵 - 彫刻『少年』
- 松本芳翠 - 書『雄飛』
- 清家清 - 日本住宅の建築設計
- 渡欧能楽団 - ベニス国際演劇祭に能を紹介
- 安倍季巌 - 雅楽『万秋楽』の演奏
- 本田安次 - 著作『霜月神楽の研究』と郷土芸能の研究

##### 第6回 (1956年)
- 福田恆存 - 『ハムレット』の新訳並びにシェイクスピア劇の新解釈による演出
- 久松静児 - 『警察日記』その他の演出の功績
- 早坂文雄 - 『楊貴妃』その他の日本の映画音楽に貢献
- 島田広 - 創作バレエ『令嬢ジュリー』の脚色・演出・振付
- 椎名麟三 - 『美しい女』その他の作品活動
- 鳥海青児 - 油絵『家並み』、『顔をかくす女』など
- 木村伊兵衛 - 海外に取材した作品展などの写真芸術活動
- 野澤喜左衛門 - 『瓜子姫とあまんじゃく』の作曲および文楽三味線の名手としての業績
- 吉田精一 - 『自然主義の研究』などの評論および『現代文学論体系』の編集などによる日本文学研究への貢献
- 吉田幸三郎 - 古典芸能の保存・育成ならびに能・狂言の創造活動

##### 第7回 (1957年)
- 秋庭太郎 - 『日本新劇史』上・下巻
- 三浦光雄 - 『白夫人と妖恋』、『猫と庄造と二人のおんな』など三十余年にわたる映画撮影活動
- 岡本文弥 - 邦楽新内『風と共に去りぬ』、『耳なし芳一』などの新作発表ならびに多年の活動
- 吾妻徳穂 - 歌舞伎舞踊の芸術性を広く海外に紹介した功績
- 石川淳 - 小説『紫苑物語』
- 福沢一郎 - メキシコ南米を巡り、その総決算たる作品展により画壇に新風を送った功績ならびに美術界に対する多年の貢献
- 吉阪隆正 - ベニス・ビエンナーレ展覧会日本館の建築
- 桐竹紋十郎 - 人形浄瑠璃『瓜子姫とあまんじゃく』、『常盤御前』の演技と多年にわたる文楽三和会における活動
- 臼井吉見 - 著作『近代文学論争』上巻
- 映画『カラコルム』の撮影技術団 - 記録映画芸術の活動振興に貢献

#### 芸術選奨時代

##### 1950年代・1960年代
- 1958年（第8回）
  - 井上靖 - 『天平の甍』
  - 山田五十鈴 - 『蜘蛛巣城』
  - 安部幸明 - 『交響曲』
  - 山本豊市 - 個展
  - 渡辺義雄
  - 六代目野村万蔵 - 『木六駄』ほか
  - 渥美清太郎
- 1959年（第9回）
  - 上林暁 - 『春の坂』
  - 平野謙 - 『芸術と実生活』
  - 八代目市川中車 - 『慶応戊申年』ほか
  - 楠田浩之 - 『楢山節考』ほか
  - 巖本真理 - 『バイオリン協奏曲ヘ長調』ほか
  - 上村松篁 - 『星五位』展
  - 大江宏
  - 山根銀二 - 『ベートーベンの生涯』
- 1960年（第10回）
  - 田中千禾夫 - 『マリアの首』、『千鳥』
  - 安岡章太郎 - 『海辺の光景』
  - 水木洋子 - 『キクとイサム』
  - 杵屋栄二 - 『無間の鐘』、『風流相生獅子』ほか
  - 橘秋子 - 『運命』
  - 山口薫 - 『矢羽根とぶ』
  - 土門拳 - 『日本風土記』、『古寺巡礼』、『民俗の美』
  - 橋岡久太郎 - 『室君』、『猩々』
  - 小山富士夫
- 1961年（第11回）
  - 島尾敏雄 - 『死の棘』
  - 菊田一夫 - 『がめつい奴』『がしんたれ』
  - 小津安二郎・野田高梧
  - 京都市交響楽団
  - 関矢幸雄 - 『山ふところ』、『黒い帆』
  - 片岡球子 - 『渇仰』ほか
  - 亀倉雄策
  - 十代目竹澤弥七 - 『芸阿保』、『此君と左文字』ほか
  - 天野秀延 - 『現代イタリア音楽』
  - 林屋辰三郎 - 『中世芸能史の研究』
- 1962年（第12回）
  - 網野菊 - 『さくらの花』
  - 高峰秀子 - 『名もなく貧しく美しく』『永遠の人』ほか
  - 宇野重吉 - 『イルクーツク物語』
  - 清元志寿太夫 - 『高尾さんげ』
  - 石井みどり - 『体』
  - 勅使河原蒼風
  - 山口長男
  - 文楽座因会・文楽三和会 - 両会合同公演
  - 青山圭男 - 『トウランドット』
  - 早稲田大学坪内博士記念演劇博物館 - 『演劇百科大事典』
- 1963年（第13回）
  - 木山捷平 - 『大陸の細道』
  - 市川崑 - 『破戒』『私は二歳』
  - プロムジカ弦楽四重奏楽団
  - 藤間藤子 - 『喜三の庭』、『三人三番叟』、『長生』ほか
  - 麻生三郎 - 『人と雲』ほか
  - 山田喆 - 『額皿和』、『白瓷平水指』ほか
  - 九代目三宅藤九郎 - 『児流鏑馬』ほか
  - 円城寺次郎 - 『日本名陶百選展』
- 1964年（第14回）
  - 梅崎春生 - 『狂ひ凧』
  - 横道萬里雄・表章『謡曲集』ほか
  - 新藤兼人 - 『しとやかな獣』、『母』ほか
  - 文学座 - 『調理場』、『女中たち』、『城』
  - 二代目花柳錦之輔 - 『十賊』ほか
  - 海老原喜之助 - 『雨の日』ほか
  - 菊竹清訓 - 『出雲大社庁の舎』
  - 吉見嘉樹
  - 川喜多かしこ
- 1965年（第15回）
  - 芹沢光治良 - 『人間の運命』
  - 北条秀司 - 『北条秀司戯曲選集』
  - 木下恵介 - 『香華』
  - 平田旭舟 - 『伊藤公』
  - 牧阿佐美バレエ団
  - 髙山辰雄 - 『穹』
  - 岡村昭彦
  - 都一つや - 『椀久道行・上』
  - 浅田正徹
- 1966年（第16回）
  - 丸岡明 - 『静かな影絵』『街の灯』
  - 尾崎秀樹 - 『大衆文学論』
  - 内田吐夢 - 『飢餓海峡』
  - 市川團蔵 - 『国姓爺合戦』ほか
  - 邦楽4人の会
  - 花柳寿南海 - 『武蔵野』ほか
  - 菅井汲 - 『朝のオートルート』、『ナショナルルート』
  - 円堂政嘉
  - 柿本豊次 - 『姨捨』、『実盛』ほか
- 1967年（第17回）
  - 吉行淳之介 - 『星と月は天の穴』
  - 唐木順三 - 『応仁四語』
  - 島本久恵 - 『明治の女性たち』
  - 片岡仁左衛門 - 『廓文章』ほか
  - 田坂具隆 - 『湖の琴』
  - 若杉弘 - 『ポッペーアの戴冠|ポッペアの戴冠』、『ロメオとジュリエット』ほか
  - 武原はん - 『一代さらい会』
  - 池田満寿夫 - 『夏の夢』ほか
  - 赤池友哉 - 『平棗』ほか
  - 十代目豊竹若大夫 - 『奥州安達原』、『絵本太功記』ほか
- 1968年（第18回）
  - 藤枝静男 - 『空気頭』
  - 吉野秀雄 - 『含紅集』
  - 森有正 - 『遥かなノートル・ダム』
  - 奈良原一高 - 『ヨーロッパ・静止した時間』
  - 中村芝翫 - 『鳴神』ほか
  - 三船敏郎 - 『上意討ち 拝領妻始末』、『グラン・プリ』ほか
  - 大橋国一 - 『パルジファル』ほか
  - 五条珠実 - 『源氏供養』
  - 芦原義信 - 『モントリオール万国博覧会・日本館』
  - 山彦河良 - 『道成寺』
  - 和田勉 - 『文五捕物絵図』、『小さな世界』ほか
  - 三遊亭圓生 - 『江戸の夢』ほか
  - 土方定一 - 『ドイツ・ルネッサンスの画家たち』
- 1969年（第19回）
  - 中谷孝雄 - 『招魂の賦』
  - 小山祐士 - 『小山祐士戯曲全集』
  - 石田波郷 - 『酒中歌』
  - 高橋健二 - 『グリム兄弟』
  - 今村昌平 - 『神々の深き欲望』
  - 伊藤京子 - 『團伊玖磨歌曲演奏会』
  - 庄司裕 - 『祭礼』
  - 牛島憲之 - 回顧展
  - 岩宮武二 - 『宮廷の庭』
  - 五代目荻江露友 - 『喜寿荻江露友の会』
  - 吉田直哉 - 『明治百年』
  - 吉田正 - 『作曲生活二十周年リサイタル』
  - 武田泰淳 - 『秋風秋雨人を愁殺す』（辞退）

##### 1970年代
- 1970年（第20回）
  - 庄野潤三 - 『紺野機業場』
  - 有吉佐和子 - 『出雲の阿国』
  - 山田洋次 - 『喜劇 一発大必勝』
  - 市川翠扇 - 『螢』ほか
  - 二期会 - 『ラインの黄金』、『こうもり』、『魔笛』ほか
  - 大高正人 - 『栃木県議会議事堂』
  - 細江英公 - 『鎌鼬』
  - 桜間道雄 - 『野宮』
  - 河野宏 - 『ながい坂』、『不貞ということ』
  - 竹下英一 - 『岡鬼太郎伝』
- 1971年（第21回）
  - 石原慎太郎 - 『化石の森』
  - 岩崎京子 - 『鯉のいる村』
  - 飯島正 - 『前衛映画理論と前衛芸術』
  - 川崎洋 - 『ジャンボ・アフリカ』
  - 宇野信夫 - 『柳影沢蛍火』
  - 倍賞千恵子 - 『家族』
  - 鶴田錦史 - 『ノヴェンバー・ステップス』、『エクリプス』
  - チャイコフスキー記念東京バレエ団
  - 石本正 - 『横臥裸婦』ほか
  - 岡田又三郎 - 『大地の詩』ほか
  - 四代目竹本越路大夫 - 『ひらかな盛衰記』ほか
  - フランク永井 - 『フランク永井リサイタル』ほか
- 1972年（第22回）
  - 中村真一郎 - 『頼山陽とその時代』
  - 安部公房 - 『未必の故意』、『ガイドブック』
  - 高階秀爾 - 『ルネッサンスの光と闇』
  - 金子光晴 - 『風流尸解記』
  - 篠田正浩 - 『沈黙』
  - 渥美清 - 『男はつらいよ』
  - 巖本真理弦楽四重奏楽団
  - 花柳茂香 - 『微笑』、『現代様音響歌』、『遠くの声』
  - 白川義員 - 『ヒマラヤ』
  - 七代目観世銕之亟 - 『鸚鵡小町』など
  - 牛山純一 - 『南太平洋―クラ遠洋航海の記録』
  - 小野田勇 - 『男は度胸』
  - 越路吹雪 - 『越路吹雪ロングリサイタル』
- 1973年（第23回）
  - 小島信夫 - 『私の作家評伝』
  - 高橋新吉 - 『高橋新吉全詩集』
  - 打木村治 - 『天の園』
  - 中村富十郎 - 『ひらかな盛衰記』
  - 熊井啓 - 『忍ぶ川』
  - 團伊玖磨 - 『ひかりごけ』
  - 山村たか - 『ぐち』、『珠取』
  - 野口彌太郎 - 『那智の滝』
  - 川崎清 - 『栃木県立美術館』
  - 豊竹小仙 - 『沼津』、『引窓』
  - 高橋玄洋 - 『繭子ひとり』ほか
  - 小月冴子 - 『東京踊り・津軽の祭り』ほか
  - 斎藤忍随 - 『プラトン』
- 1974年（第24回）
  - 田中澄江 - 『カキツバタ群落』
  - 木俣修 - 『木俣修歌集』
  - 島田正吾 - 『雨の首ふり坂』、『霧の音』ほか
  - 斉藤耕一 - 『津軽じょんがら節』
  - 栗山昌良 - 『ジプシー男爵』、『アマールと夜の訪問者』ほか
  - 吉村雄輝 - 『座敷舞・道成寺』
  - 佐藤忠良 - 『帽子・あぐら』
  - 槇文彦
  - 宝生弥一 - 『檀風』
  - 十一代目都一中 - 『傾城浅間嶽』、『辰巳の四季』
  - 久野浩平 - 『幸福という名の不幸』
  - 藤山寛美 - 『下積の意思』、『親バカ子バカ』
  - 本田安次 - 『日本の民俗芸能』
  - 大河内俊輝 - 『撩乱の花』
- 1975年（第25回）
  - 足立巻一 - 『やちまた』
  - 細見綾子 - 『伎芸天』
  - 渋川驍 - 『宇野浩二論』
  - 芥川比呂志 - 『スカパンの悪だくみ』、『サド侯爵夫人』ほか
  - 田中絹代 - 『サンダカン八番娼館 望郷』、『三婆』
  - 山本邦山 - 『竹―山本邦山尺八作品集』、『第六回山本邦山尺八リサイタル』ほか
  - 小松均 - 『春の最上川』
  - 岡野準一郎 - 『東海道五十三次』
  - 竹本土佐廣 - 『長局』、『嫗山姥』
  - 鈴木久尋 - 『ひつきはあかしといへど』
  - 高木健夫 - 『新聞小説史・明治篇』
  - 小田切秀雄（辞退）
- 1976年（第26回）
  - 野田宇太郎 - 『日本耽美派の誕生』
  - 佐藤佐太郎 - 『開冬』
  - 石原八束 - 『黒凍みの道』
  - 仲代達矢 - 『どん底』、『令嬢ジュリー』
  - 小林正樹 - 『化石』
  - 山崎旭萃 - 『安宅』、『茨木』
  - 北原秀晃 - 『白鳥の湖』
  - 芳武茂介 - 個展
  - 東松照明 - 『太陽の鉛筆』
  - 中山玄雄 - 延暦寺の法華大会
  - 萩元晴彦 - 『遠くへ行きたい』、『太平洋戦争秘話・欧州から愛をこめて』
  - 八代目林家正蔵 - 『淀五郎』、『双蝶々』
  - 高橋英夫 - 『役割としての神』
- 1977年（第27回）
  - 高井有一 - 『夢の碑』
  - 浅利慶太 - 『ジーザス・クライスト・スーパースター』
  - 和歌山富十郎 - 『望月』、『船弁慶』
  - 横井茂 - 『パ・ド・ドゥ』、『沈黙』
  - 吉田瑞穂 - 『しおまねきと少年』
  - 福王寺法林 - 『ヒマラヤ連峰』ほか
  - 鈴田照次 - 『木版摺紗とり文着物』
  - 高橋進 - 『卒塔婆小町』
  - 倉本聰 - 『前略おふくろ様』、『うちのホンカン』ほか
  - 冨田博之 - 『日本児童演劇史』
  - 車谷弘 - 『わが俳句交遊記』
- 1978年（第28回）
  - 戸川幸夫 - 『戸川幸夫動物文学全集』
  - 栗田勇 - 『一遍上人』
  - 中村草田男 - 『メルヘン集・風船の使者』
  - 矢代静一 - 『写楽考』、『北斎漫画』、『淫乱斎英泉』
  - 岡崎宏三 - 『ねむの木の詩がきこえる』、『アラスカ物語』
  - 新内志賀大掾 - 『恋娘昔八丈―鈴ヶ森の段』
  - 森下洋子 - 『ドン・キホーテ』
  - 舟越保武
  - 石元泰博 - 『伝真言院両界曼荼羅』
  - 青木融光 - 国立劇場での声明
  - 大山勝美 - 『光る崖』
  - 五代目宝井馬琴 - 独演会
  - 福田英男 - 『ゲーテの抒情詩―研究』
- 1979年（第29回）
  - 田久保英夫 - 『触媒』
  - 磯田光一 - 『思想としての東京』
  - 岡野弘彦 - 『海のまほろば』
  - 村山古郷 - 『明治俳壇史』
  - 友枝喜久夫 - 『羽衣』
  - 吉井澄雄 - 『ペレアスとメリザンド』、『その妹』ほか
  - 野村芳太郎 - 『事件』、『鬼畜』
  - 山田一雄 - 『山田一雄の世界』
  - 清水哲太郎 - 『ライモンダ』ほか
  - 守屋多々志 - 『平家厳島納経』
  - 高橋靗一 - 『大阪芸術大学建築群』
  - 九代目野澤吉兵衛 - 『義士銘々伝・弥作鎌腹の段』
  - 岡崎栄 - 『逆転―アメリカの支配下・沖縄の陪審裁判』、『女形・玉三郎の世界』ほか
  - 森繁久彌 - 『赤ひげ診療譚』、『屋根の上のヴァイオリン弾き』

##### 1980年代
- 1980年（第30回）
  - 長部日出雄 - 『鬼が来た-棟方志功伝』
  - 伊藤信吉 - 『望郷蛮歌風や天』
  - 岡田譲 - 『美と風土―名品・名匠との出会い』
  - 池田弥三郎 - 『池田弥三郎著作集』
  - 早坂暁 - 『修羅の旅して』、『続・事件 海辺の家族』ほか
  - 滝沢修 - 『アンネの日記』、『子午線の祀り』
  - 村野鐵太郎 - 『月山』
  - 二代目富士松長門太夫 - 『千日寺名残鐘―三勝半七』、『日高川』ほか
  - 高濱流光妙 - 『河東節道成寺』、『蟲売』
  - 加山又造 - 『月光波濤』
  - 染川鐵之助
  - 田中一次 - 『九様乱曲』、『関寺小町』ほか
  - 三代目桂米朝 - 『一文笛』、『地獄八景亡者戯』ほか
- 1981年（第31回）
  - 川崎長太郎 - 『川崎長太郎自選選集』
  - 耕治人 - 『耕治人全詩集』
  - 小田島雄志 - 『シェイクスピア全集』（翻訳）
  - 中村扇雀（四代目坂田藤十郎） - 『宿無団七時雨傘』ほか
  - 鈴木清順 - 『ツィゴイネルワイゼン』
  - 石井かほる - 『幻想交響曲』
  - 杉全直 - 『一九三八-一九七五杉全直展』
  - 向井良吉 - 『楽器の中から……向井良吉作品展』
  - 都一いき - 『小春髪結の段』、『松風』ほか
  - 織田晃之祐 - 『再会』、『壁と呼ばれた少年』、『四季・ユートピアノ』ほか
  - ジョージ川口 - 『スーパー・ドラムス』ほか
  - 中村保雄 - 『能面』
- 1982年（第32回）
  - 山田稔 - 『コーマルタン界隈』
  - 岩間芳樹 - 『マリコ』(柳田邦男原作)
  - 小松伸六 - 『美を見し人は―自殺作家の系譜』
  - 桜井好朗 - 『中世日本文化の形成―神話と歴史叙述』
  - 森光子 - 『放浪記』
  - 六代目福原百之助 - 『花の寺』ほか
  - 栗林義信 - 『俊寛』、『リゴレット』ほか
  - 大原永子 - 『ライモンダ』、『コッペリア』
  - 小野末 - 『砂漠の歌』展
  - 濱谷浩 - 『濱谷浩写真集成』（返上）
  - 森茂好 - 『江口』、『楊貴妃』ほか
  - ダーク・ダックス - 『結成三十周年リサイタル』
  - 谷川俊太郎（辞退）
- 1983年（第33回）
  - 三浦朱門 - 『武蔵野インディアン』
  - 山田太一 - 『ながらえば』、『終りに見た街』ほか
  - 前田愛 - 『都市空間のなかの文学』
  - 金田一春彦 - 『十五夜お月さん―本居長世 人と作品』
  - 椋鳩十 - 『椋鳩十の本』、『椋鳩十全集』
  - 渡辺美佐子 - 『化粧』
  - 羽田澄子 - 『早池峰の賦』、『歌舞伎の魅力―菅丞相・片岡仁左衛門』
  - 多田美波 - 個展
  - 奥谷博 - 『奥谷博展』、『十果会』ほか
  - 五代目鶴澤燕三 - 『心中宵庚申』、『祇園祭礼信仰記』ほか
  - 十二世茂山千五郎 - 『靫猿』、『御茶の水』ほか
  - 内海桂子・好江 - 『日本烈婦伝』、『唐人お吉』ほか
- 1984年（第34回）
  - 伊藤桂一 - 『静かなノモンハン』
  - 北村太郎 - 『犬の時代』
  - 桶谷秀昭 - 『保田與重郎』
  - 山田五十鈴 - 『太夫さん』、『たぬき』
  - 浦岡敬一 - 『東京裁判』
  - 藤井久仁江 - 『光源氏の一生』ほか
  - 松山バレエ団 - 『ジゼル』
  - 堀桂琴 - 『いろは歌』ほか
  - 二川幸夫 - 『GA DOCUMENT 8』
  - 武田太加志 - 『住吉詣』ほか
  - 香西久 - 『ラジオ名作劇場』シリーズほか
  - 山本喜久男 - 『日本映画における外国映画の影響』
- 1985年（第35回）
  - 上田三四二 - 『惜身命』
  - 吉村昭 - 『破獄』
  - 菅野昭正 - 『詩学創造』
  - 若桑みどり - 『薔薇のイコノロジー』
  - 平幹二朗 - 『タンゴ・冬の終わりに』、『王女メディア』ほか
  - 安藤庄平 - 『麻雀放浪記』、『伽椰子のために』
  - 財団法人日本オペラ振興会 - 『マリア・ストゥアルダ』、『蝶々夫人』、『祝い歌が流れる夜に』
  - 十代目西川扇蔵 - 『七騎落』
  - 下保昭 - 『水墨黄山』シリーズ
  - 須田寿 - 『家族』
  - 粟谷信太郎 - 『千寿』
  - 佐々木昭一郎 - 『春・音の光』
  - 幸田弘子 - 『冬のわかれ』、『一葉のゆうべ』ほか
- 1986年（第36回）
  - 日野啓三 - 『夢の島』
  - 那珂太郎 - 『空我山房日乗其他』
  - 佐伯彰一 - 『自伝の世紀』
  - 野口武彦 - 『『源氏物語』を江戸から読む』
  - 尾上菊五郎 - 『伽羅先代萩』
  - 柳町光男 - 『火まつり』
  - 深町幸男 - 『冬構え』ほか
  - 三善晃 - 『レクイエム』ほか
  - 二代目藤蔭静枝 - 『忍の川』、『天女』、『繭』
  - 木之下晃 - 『世界の音楽家』
  - 荘司福 - 『刻』ほか
  - 七代目竹本住大夫 - 『ひらかな盛衰記』ほか
  - 渡辺貞夫 - 『渡辺貞夫ブラバス・クラブ'85』ほか
- 1987年（第37回）
  - 海老沢敏 - 『むすんでひらいて考―ルソーの夢』
  - 樹木希林 - 『はね駒』
  - 松本典子 - 『タンゴ・冬の終わりに』、『夢去りて、オルフェ』
  - 吉田喜重 - 『人間の約束』
  - 汀夏子 - 『楼蘭』、『さよならアラン』
  - 橘秋帆 - 『ジゼル』、『白鳥の湖』
  - 鈴木藏 - 『炎舞する蔵志野展』
  - 高橋秀 - 『高橋秀展』
  - 宮薗千碌 - 『鳥辺山』、『式三番叟』
  - 青木茂 - 『明治洋画史料―記録篇』
- 1988年（第38回）
  - 青野聰 - 『人間のいとなみ』
  - 中村稔 - 『中村稔詩集』
  - 川崎寿彦 - 『森のイングランド―ロビンフッドからチャタレー夫人まで』
  - 中村洪介 - 『西洋の音、日本の耳―近代日本文学と西洋音楽』
  - 蜷川幸雄 - 『テンペスト』、『NINAGAWAマクベス』
  - 別役実 - 『『銀河鉄道の夜』より　ジョバンニの父への旅』、『ドン・キホーテより　諸国を遍歴する二人の騎士の物語』
  - 田村高廣 - 『イタズ 熊』
  - 内田光子 - 『内田光子モーツァルトピアノ協奏曲全曲演奏会』
  - 中島丈博 - 『極楽への招待』、『絆』
  - 山村若佐紀 - 『山村若佐紀上方舞りさいたる』
  - 工藤甲人 - 『工藤甲人展』
  - 永井一正 - 富山県立美術館のポスター
  - 芝祐靖 - 『芝祐靖 笛ライブ'87』、『天平のひびき―古楽器群の音と色と』ほか
  - 吉田文雀 - 『心中天網島』、『曾根崎心中』
  - 松本英彦 - 『松本英彦リサイタル―ビッグ4からクラシックそしてロックまで』
- 1989年（第39回）
  - 三木卓 - 『小噺集』
  - 清岡卓行 - 『円き広場』
  - 蓮實重彦 - 『凡庸な芸術家の肖像―マクシム・デュ・カン論』
  - 宮崎駿 - 『となりのトトロ』
  - 市川森一 - 『明日』『もどり橋』『伝言』
  - 田中日佐夫 - 『竹内栖鳳』
  - 有馬稲子 - 『はなれ瞽女おりん』
  - 二代目桂小南 - 『桂小南の会』ほか
  - 黒木和雄 - 『TOMORROW 明日』
  - 観世元昭 - 『芭蕉』
  - 原嘉壽子 - 『脳死をこえて』
  - アキコ・カンダ - 『フォー・シーズンズ』、『バルバラを踊る』
  - 楳茂都梅衣 - 『ぐち』、『三国一』
  - 篠原一男 - 『東京工業大学百年記念館』
  - 西村龍介 - 『西村龍介展 水の抒情詩』
  - 高野悦子

##### 1990年代
- 1990年（第40回）
  - 後藤明生 - 『首塚の上のアドバルーン』
  - 藤沢周平 - 『市塵』
  - 大岡信 - 『詩人・菅原道真―うつしの美学』
  - 丸谷才一・大野晋 - 『光る源氏の物語』
  - 勅使河原宏 - 『利休』
  - 市川猿之助 - 『リュウオー（龍王）』、『黒塚』
  - 木村光一 - 『夢・桃中軒牛右衛門の』、『この子たちの夏』、『砂の上のダンス』
  - 堅田喜三久 - 『祝言式三番叟』、『京鹿子娘道成寺』
  - 宮田哲男 - 『第四回宮田哲男長唄演奏会』
  - 花柳寿惠幸 - 『苧環・恋の神杉』、『旅ゆけば』
  - 建畠覚造 - 『〈WAVING　FIGURE〉』
  - 藤原雄 - 『備前一千年、そして今―藤原雄の世界』、『広島賛歌―藤原雄展』
  - 山彦節子 - 『能・狂言の舞踊』、『河東節道成寺』
  - 河本哲也 - 『天安門・激動の四十年―ソールズベリーの中国―』
  - 斎明寺以玖子 - 『夢のまた夢』、『夾竹桃同窓会』ほか
  - 松本源之助 -
- 1991年（第41回）
  - 森内俊雄 - 『氷河が来るまでに』
  - 安東次男 - 『風狂余韻』
  - 今西祐行 - 『今西祐行全集』
  - 清水邦夫 - 『弟よ―姉、乙女から坂本龍馬への伝言』
  - 加藤幸子 - 『尾崎翠の感覚世界』
  - 小栗康平 - 『死の棘』
  - 日下武史 - 『ひかりごけ』ほか
  - 兼高かおる - 『兼高かおる世界の旅』
  - 菊地悌子 - 嶋津武仁『Don-Don』での演奏
  - 山村楽正 - 『芦刈』
  - 平松保城 - 作品展
  - 松樹路人 - 『松樹路人展』
  - 関本明正 - 『五常楽』
  - 大原誠 - 『不熟につき……』
  - 藤田まこと - 『その男ゾルバ』
- 1992年（第42回）
  - 坂上弘 - 『優しい碇泊地』
  - 渋沢孝輔 - 『啼鳥四季』
  - 谷川健一 - 『南島文学発生論』
  - 鳥越文蔵 - 『元禄歌舞伎攷』
  - 高畑勲 - 『おもひでぽろぽろ』
  - 加藤剛 - 『〈わが愛〉』三部作
  - 六代目杵屋勘五郎 - 『杵屋勘五郎　廣吉親子会』
  - 志田房子 - 『琉球舞踊の会』
  - 野見山暁治 - 『野見山曉治展』
  - 森口邦彦
  - 八代目観世銕之丞 - 『万作・還暦記念の会』ほか
  - 五代目竹本織大夫（九代目竹本綱大夫） - 『文楽素浄瑠璃の会』ほか
  - 相田洋 - 『電子立国日本の自叙伝』
  - 久世光彦 - 『花迷宮―上海からきた女』
  - 鳳蘭 - 『ジプシー』
- 1993年（第43回）
  - 清水邦夫『華やかな川、囚われの心』
  - まど・みちお - 『まどみちお全詩集』
  - 今尾哲也 - 『役者論語 評註』
  - 藤田洋 - 『演劇年表』
  - 森洋子 - 『ブリューゲルの諺の世界』
  - 大林宣彦 - 『青春デンデケデケデケ』
  - 四代目山本東次郎 - 『三番三』ほか
  - 水谷良重（2代水谷八重子） - 『佃の渡し』、『巷談本牧亭』
  - 近藤乾之助 - 『是界』、『柏崎』ほか
  - 米川文勝之 - 『米川文勝之 古典の会』
  - 佐多達枝 - 『2207520000秒の秘密』
  - 藤間章作 - 『圓果の譜』
  - 勝井三雄 - 『アイム ヒア』
  - 中島司有 - 『中島司有書作展―書業60年を記念して』
  - 葛城哲郎 - 『冬の魔術師』
  - 松井邦雄 - 『ラジオ図書館』
  - ペギー葉山 - 『Too Young! ありがとう、素敵な歌たち』
  - 夢路いとし・喜味こいし - 『わが家の湾岸戦争』ほか
- 1994年（第44回）
  - 岩阪恵子 - 『淀川にちかい町から』
  - 辻征夫 - 『河口眺望』
  - 宮城谷昌光 - 『重耳』
  - 奥野健男 - 『三島由紀夫伝説』
  - 相米慎二 - 『お引越し』
  - 田向正健 - 『街角』
  - 澤村宗十郎 - 『碁太平記白石噺』
  - 佐藤勝 - 『わが愛の譜 滝廉太郎物語』
  - 今井信子 - 『ヴィオラスペース1993』ほか
  - 新内仲三郎 - 『大江山』ほか
  - 吉村雄輝夫 - 『桶取り』ほか
  - 土谷武 - 『土谷武展』
  - 中村錦平 - 『東京焼・中村錦平展―メタセラミックスで現在をさぐる』
  - 八代目豊竹嶋大夫 - 『恋女房染分手綱』ほか
  - 野村四郎 - 『道成寺』
  - 二代目春野百合子 - 『高田の馬場』ほか
  - 雪村いづみ - 『クッキング・ガール』
  - 三田純市 - 『昭和上方笑芸史』
- 1995年（第45回）
  - 石和鷹 - 『クルー』
  - 青木玉 - 『小石川の家』
  - 種村季弘 - 『ビンゲンのヒルデガルトの世界』
  - 渡辺保 - 『四代目市川團十郎』
  - 深作欣二『忠臣蔵外伝 四谷怪談』
  - 鎌田敏夫 - 『29歳のクリスマス』
  - 三田和代 - 『滝沢家の内乱』ほか
  - 秋山和慶 - 『モーゼとアロン』
  - 友枝昭世 - 『芭蕉』ほか
  - 花柳昌三郎 - 『泰平住吉踊』
  - 井上武吉 - 『my sky hole'94 森』
  - 薗部澄 - 『冬日本海』ほか
  - 二葉百合子 - 『二葉百合子 ひとすじの道…』
- 1996年（第46回）
  - 瀬戸内寂聴 - 『白道』
  - 嵯峨信之 - 『小詩無辺』
  - 塚越敏 - 『リルケとヴァレリー』
  - 佐藤忠男 - 『日本映画史』
  - 八木柊一郎 - 『カラマーゾフの兄弟』、『メリー・ウィドゥへの旅』
  - 市川準 - 『東京兄妹』
  - 桂文治 - 『文治の会』、『落語百景』
  - 田島佳子 - 『秋の色種』、『月の巻』
  - 坂本登喜彦 - 『ミレナへの手紙』、『ZEAMI』
  - 高松伸 - 『植田正治写真美術館』
  - 瀧川嘉子 - 『滝川嘉子・彫刻個展』
  - 七代目宇治紫文 - 『鉢の木』、『千手重衡』
  - 今野勉 - 『こころの王国 童謡詩人・金子みすゞの世界』
  - 横光晃 - 『遥かなるズリ山』、『愛のゴースト・95』
- 1997年（第47回）
  - 梅原稜子 - 『海の回廊』
  - 久世光彦 - 『聖なる春』
  - 武田恒夫 - 『狩野派絵画史』
  - 東陽一 - 『絵の中のぼくの村』
  - 澤村田之助 - 『妹背山婦女庭訓』ほか
  - 湯浅譲二 - 『ヴァイオリン協奏曲―イン・メモリー・オブ・武満徹』
  - 茂山千之丞 - 『木六駄』、『文相撲』
  - 山瀬司都子 - 『寿くらべ』ほか
  - 尾上菊雅 - 『菊雅の会』ほか
  - 江口週 - 『記憶の解体―忘れられた廃屋から』ほか
  - 三尾公三 - 『心象空間への誘い 三尾公三展』
  - 重光亨彦 - 『存在の深き眠り』ほか
  - 林英哲 - 『日本の太鼓』
- 1998年（第48回）
  - 加賀乙彦 - 『永遠の都』
  - 津村節子 - 『智恵子飛ぶ』
  - 鈴木康司 - 『闘うフィガロ―ボーマルシェ一代記』
  - 多木浩二 - 『シジフォスの笑い』
  - 東恵美子 - 『黄昏』ほか
  - 六代目宝井馬琴 - 『宇喜多秀家八丈島配所の月』ほか
  - 役所広司 - 『うなぎ』ほか
  - 『観世栄夫 - 『檜垣』
  - 伊東豊雄 - 『大館樹海ドーム』
  - 四代目望月朴清 - 『奴道成寺』ほか
  - 宮崎進 - 『森と大地の記憶から』
  - 菊池浩佑 - 『NNNドキュメント'97』
- 1999年（第49回）
  - 村田喜代子 - 『龍秘御天歌』
  - 吉増剛造 - 『雪の島あるいはエミリーの幽霊』
  - 井上章一 - 『南蛮幻想』
  - 吉田喜重 - 『小津安二郎の反映画』
  - 北野武 - 『HANA-BI』
  - 竹内銃一郎 - 『風立ちぬ』ほか
  - 豊竹咲大夫 - 『山科閑居』
  - 川瀬白秋 - 『鶴の巣ごもり』ほか
  - 井上三千子 - 『京舞』ほか
  - 小野具定 - 『記憶の風景　2・26の午後』
  - 三浦景生 - 『染めの詩 三浦景生展』
  - 山県昭彦 - 『杯にひとひらの花』ほか
  - 出雲蓉 - 『雷の道行2』ほか
  - 山下洋輔 - 『カンゾー先生』ほか

##### 2000年代
- 2000年（第50回）
  - 中野孝次 - 『暗殺者』
  - 佐佐木幸綱 - 『アニマ』
  - 野田秀樹 - 『パンドラの鐘』
  - 関容子 - 『芸づくし忠臣蔵』
  - 松浦寿輝 - 『知の庭園』
  - 大島渚 - 『御法度』
  - 草間弥生、大槻文蔵、小島章司、内田繁、近藤晋、タイム・ファイブ、木村かをり
- 2001年（第51回）
  - 池澤夏樹 - 『すばらしい新世界』
  - 辻井喬 - 『風の生涯』
  - 田中優子 - 『江戸百夢』
  - 二宮正之 - 『小林秀雄のこと』
  - 竹山洋、白石加代子、吉永小百合、豊竹十九大夫、古今亭志ん朝、鈴木敬介、吉田都、川久保玲、小嶋悠司
- 2002年（第52回）
  - 宮部みゆき - 『模倣犯』
  - 清水徹 - 『書物について』
  - 三浦雅士 - 『青春の終焉』
  - 野沢尚 - 『反乱のボヤージュ』
  - 降旗康男 - 『ホタル』
  - 池内淳子、野坂恵子、福王茂十郎、猿若吉代、石山修武、宇佐美圭司、日野皓正
- 2003年（第53回）
  - 石牟礼道子 - 『はにかみの国 石牟礼道子全詩集』
  - 正木ゆう子 - 『静かな水』
  - 小林義武 - 『バッハとの対話』
  - 榊原悟 - 『美の架け橋』
  - 市村正親、真田広之、中島勝祐、下村由理恵、若林奮、桐竹紋寿、吉岡雅春、朝丘雪路
- 2004年（第54回）
  - 宮本輝 - 『約束の冬』
  - 平出隆 - 『伊良子清白』
  - 永田和宏 - 『風位』
  - 梅津時比古 - 『セロ弾きのゴーシュの音楽論』
  - 恩地日出夫 - 『わらびのこう』
  - 麻実れい、柳家小三治、加藤健一、鈴木文夫、飯守泰次郎、本條秀太郎、吾妻徳彌、天児牛大、川田喜久治、戸谷成雄、石橋冠、志賀信夫、五木ひろし
- 2005年（第55回）
  - 津島佑子 - 『ナラ・レポート』
  - 鶴橋康夫 - 『砦なき者』
  - 大室幹雄 - 『ふくろうと蝸牛』
  - 樋口覚 - 『書物合戦』
  - 森﨑東 - 『ニワトリはハダシだ』
  - 粕谷栄市 - 『鄙唄』『轉落』
  - 浅見真州、大竹しのぶ、宮沢りえ、今藤政太郎、野平一郎、熊川哲也、斎藤友佳理、中野嘉之、宮本隆司、重延浩、桂歌丸、都はるみ、結城登美雄
- 2006年（第56回）
  - 髙樹のぶ子 - 『HOKKAI』
  - 宮内勝典 - 『焼身』
  - 三枝昂之 - 『昭和短歌の精神史』
  - 藤原智子 - 『ベアテの贈りもの』
  - 犬童一心 - 『メゾン・ド・ヒミコ』
  - 串田和美、山本則直、白井光子、友渕のりえ、川口ゆり子、中村しんじ、妹島和世、爆笑問題、江戸京子、桂三枝（現・六代目桂文枝）、中島みゆき
- 2007年（第57回）
  - 川上弘美 - 『真鶴』
  - 田草川弘 - 『黒澤明VSハリウッド』
  - 長谷川郁夫 - 『美酒と革嚢-長谷川巳之吉』
  - 中島哲也 - 『嫌われ松子の一生』
  - 根岸吉太郎 - 『雪に願うこと』
  - 栗木京子 - 『けむり水晶』
  - 勅使川原三郎 - 『ガラスの牙』
  - 井上由美子 - 『白い巨塔』
  - 小池修一郎、塩津哲生、大野和士、米川裕枝、橘芳慧、遠藤彰子、遠藤利克、森山良子、北川フラム
- 2008年（第58回）
  - 島田雅彦 - 『カオスの娘』
  - 木下直之 - 『わたしの城下町』
  - 赤坂憲雄 - 『岡本太郎の見た日本』
  - 三谷幸喜 - 『絆-コンフィダント』
  - 周防正行 - 『それでもボクはやってない』
  - 桐竹勘十郎、たむらまさき、高橋アキ、細川俊夫、金森穣、若柳吟、矢島渚男、小川待子、森村泰昌、菅野高至、水島宏明、立川志の輔、細野晴臣、福武總一郎
- 2009年（第59回）
  - 南木佳士 - 『草すべりその他の短篇』
  - 時田則雄 - 『ポロシリ』
  - 石井洋二郎 - 『ロートレアモン 越境と創造』
  - 津野海太郎 - 『ジェローム・ロビンスが死んだ』
  - 鄭義信 - 『焼肉ドラゴン』
  - 滝田洋二郎 - 『おくりびと』
  - 池端俊策 - 『帽子』
  - 松本雄吉、小泉今日子、花柳基、桂文珍、酒井松道、鈴木雅明、酒井はな、舟越桂、水越武、小田和正、加藤種男、岩井俊雄

##### 2010年代
- 2010年（第60回）
  - 稲葉真弓 - 『海松』
  - 斎藤慎爾 - 『ひばり伝』
  - 柳宣宏 - 『施無畏』
  - 西部邁 - 『サンチョ・キホーテの旅』
  - 嵐圭史、鵜山仁、川島章正、坂本龍一、種田陽平、林家染丸、藤幡正樹、三橋貴風、吉村七重、岩田守弘、花柳寿美、長澤英俊、山本直彰、塩田純、播磨靖夫
- 2011年（第61回）
  - 津嘉山正種 - 『黄昏』
  - 野澤錦糸 - 『妹背山婦女庭訓』
  - 柄本明 - 『悪人』
  - 瀬々敬久 - 『ヘヴンズ ストーリー』
  - 砂崎知子 - 『砂崎知子箏リサイタル 協奏曲の夕べ』
  - 沼尻竜典 - 『ラ・ボエーム』
  - 中村恩恵 - 『The Well-Tempered』
  - 山村若 - 『江戸土産 慣 ちょっと七化』
  - 篠田節子 - 『スターバト・マーテル』
  - 辻原登 - 『闇の奥』
  - オノデラユキ - 『オノデラユキ 写真の迷宮へ』
  - 隈研吾 - 『梼原・木橋ミュージアム』
  - 西村与志木 - 『坂の上の雲』
  - 加山雄三 - 『若大将50年!アリーナコンサート』
  - 宮川大助・花子 - 『YESと言おう!』（なんばグランド花月11月公演）
  - 三輪眞弘 - 『三輪眞弘音楽藝術-全思考1998-2010』
  - 晏妮 - 『戦時日中映画交渉史』
  - 渡辺裕 - 『歌う国民 唱歌、校歌、うたごえ』
  - 宮本茂 - 『スーパーマリオギャラクシー2』
- 2012年（第62回）
  - 栗山民也 - 『ピアフ』
  - 中村又五郎 - 『菅原伝授手習鑑』
  - 新藤次郎 - 『一枚のハガキ』
  - 成島出 - 『八日目の蝉』
  - 亀山香能 - 『箏曲リサイタル』
  - 福田進一 - 『ギターリサイタル』
  - 首藤康之 - 『Shakespear THE SONNETS』
  - 花柳寿楽 - 『夢殿』
  - 小池真理子 - 『無花果の森』
  - 藤井貞和 - 『春楡の木』
  - 畠山直哉 - 『Natural Stories』
  - 坂茂 - 『紙の建築』
  - 阿武野勝彦 - 『死刑弁護人』
  - 柳家権太楼 - 『独演会』
  - 由紀さおり - アルバム『1969』
  - 大友良英 - 『プロジェクトFUKUSHIMA!』
  - 鈴木杜幾子 - 『フランス革命の身体表象 ジェンダーからみた200年の遺産』
  - 中村哲郎 - 『花とフォルムと 転換する時代の歌舞伎評論』
  - 佐藤雅彦 - 『0655』『2355』
- 2013年（第63回）
  - 川村毅 - 『4』
  - 観世清和 - 能『定家』その他
  - 内田けんじ - 『鍵泥棒のメソッド』
  - 夏八木勲 - 『希望の国』
  - 篠崎史子 - 『篠崎史子 ハープの個展Ⅻ』
  - 下野竜也 - 『メデア』他
  - 山本隆之 - 『アンナ・カレーニナ』他
  - 吉村輝章 - 『座敷舞道成寺』他
  - 小川洋子 - 『ことり』
  - 多和田葉子 - 『雲をつかむ話』
  - 川俣正 - 『川俣正 Expand BankART』展
  - 奈良美智 - 『奈良美智：君や 僕に ちょっと似ている』展
  - 八木康夫 - 『悪女について』
  - 谷村新司 - 『谷村新司 40周年記念コンサート』
  - 柳家さん喬 - 『さん喬十八番集成-柳家さん喬独演会-』
  - 下山久 - 『キジナムーフェスタ2012』
  - 石田一志 - 『シェーンブルクの旅路』
  - 玉蟲敏子 - 『俵屋宗達 金銀の〈かざり〉の系譜』
  - 河口洋一郎 - 『河口洋一郎特別展』
- 2014年（第64回）
  - 吉田和生『伊賀越道中双六』
  - 吉田鋼太郎『ヘンリー四世』
  - 是枝裕和『そして父になる』
  - 鈴木敏夫『風立ちぬ』『かぐや姫の物語』
  - 清元美治郎『幻椀久』『三重霞傀儡師』
  - 藤井泰和『第19回 藤井泰和 地歌演奏会』
  - 笠井叡『日本国憲法を踊る』
  - 玄侑宗久『光の山』
  - 澤好摩『句集 光源』
  - 大竹伸朗『大竹伸朗展 ニューニュー』
  - 福田美蘭『福田美蘭展』
  - 水田伸生『Woman』
  - 小曽根真『TIME THREAD』
  - 五街道雲助『お初徳兵衛』
  - 橋本隆雄『ひたち国際大道芸』
  - 大笹吉雄『最後の岸田國士論』
  - 四方田犬彦『ルイス・ブニュエル』
  - 諸星大二郎『瓜子姫の夜・シンデレラの朝』
- 2015年（第65回）
  - 中村歌六 - 『伊賀越道中双六』
  - 永井愛 - 『鷗外の怪談』
  - 小野寺修 - 『柘榴坂の仇討』
  - 小泉堯史 - 『蜩ノ記』
  - 清元美寿太夫 - 『月』『隅田川』
  - 福井敬 - 『ドン・カルロ』
  - 吾妻節穂 - 『玉兎』
  - 堀内元 - 『堀内元バレエUSA V』
  - 出久根達郎 - 『短篇集　半分コ』
  - 佐藤時啓 - 『佐藤時啓　光―呼吸　そこにいる、そこにいない展』
  - 中村一美 - 『中村一美展』
  - 岡田惠和 - 『さよなら私』
  - 春風亭小朝 - 『春風亭小朝 in 三座』
  - 山下達郎 - 『山下達郎 Maniac Tour～PERFORMANCE 2014～』
  - 山野真吾 - 『黄金町バザール2014　仮想のコミュニティ・アジア』
  - 尾崎真理子 - 『ひみつの王国　評伝石井桃子』
  - 野村正人 - 『諷刺画家グランヴィル　テクストとイメージの19世紀』
  - 高谷史郎 - 『明るい部屋』
- 2016年（第66回）
  - ケラリーノ・サンドロヴィッチ - 『グッドバイ』
  - 濱田めぐみ - 『スコット＆ゼルダ』
  - 芦澤明子 - 『さようなら』『岸辺の旅』
  - 高屋齋 - 『龍三と七人の子分たち』
  - 児玉宏 - 『大阪交響楽団第196回定期演奏会』
  - 中川善雄 - 『中川善雄　笛の回』
  - 中村祥子 - 『白鳥の湖』
  - 藤間蘭黄 - 『バレエ・日本舞踊　夢の饗宴　出会い』
  - 乙川優三郎 - 『太陽は気を失う』
  - 乃南アサ - 『水曜日の凱歌』
  - 林恭助 - 『林恭助展』
  - 村上隆 - 『村上隆の五百羅漢図展』
  - 矢島良彰 - 『女たちの太平洋戦争』
  - オール阪神・巨人 - 『ふたりのW成人式』
  - 松本隆 - 『風街レジェンド2015』
  - 日比野克彦 - 『六本木アートナイト2015』
  - 亀井若菜 - 『語りだす絵巻―「粉河寺縁起絵巻」「信貴山縁起絵巻」「掃墨物語絵巻」論』
  - 長木誠司 - 『オペラの20世紀　夢のまた夢へ』
  - 久保田晃弘 - 『ARTSATプロジェクト』
- 2017年（第67回）
  - 金剛永謹 - 『鞍馬天狗』ほか
  - 橋爪功 - 『景清』での演技
  - 庵野秀明 - 『シン・ゴジラ』
  - 片渕須直 - 『この世界の片隅に』
  - 小山実稚恵 - 『小山実稚恵の世界』ほか
  - 宮田まゆみ - 『宮田まゆみ笙リサイタル』
  - 近藤良平 - 『コンドルズ20周年記念「20th Century Boy」』ほか
  - 恩田侑布子 - 『句集「夢洗ひ」』
  - 小島ゆかり - 『歌集「馬上」』
  - 鴻池朋子 - 『鴻池朋子展「根源的暴力 Vol.2」』ほか
  - 橋本真之 - 『果実の中の木もれ陽』公開制作ほか
  - 宮藤官九郎 - 『ゆとりですがなにか』
  - 桂ざこば - 『桂ざこば独演会』ほか
  - 鈴木雅之 - 『アルバム「dolce」』ほか
  - 衛紀生 - 『私のあしながおじさんプロジェクト』ほか
  - 梯久美子 - 『狂うひと-『死の棘』の妻・島尾ミホ』
  - 山梨俊夫 - 『風景画考 世界への交感と侵犯』（全三部）
  - 秋本治 - 『こちら葛飾区亀有公園前派出所』
- 2018年（第68回）
  - 杉市和 - 『檜垣』ほか
  - 宮城聰 - 『アンティゴネ』ほか
  - 黒沢清 - 『散歩する侵略者』
  - 永瀬正敏 - 『光』ほかの演技
  - 近藤譲 - 『近藤譲 七十歳の径路』ほか
  - 善養寺惠介 - 『善養寺惠介 尺八演奏会』ほか
  - 佐東利穂子 - 『トリスタンとイゾルデ』ほか
  - 西川箕乃助 - 『ちょんがれ一休』ほか
  - 金井美恵子 - 『カストロの尻』
  - 松家仁之 - 『光の犬』
  - 杉戸洋 - 『杉戸洋　とんぼとのりしろ展』
  - 西野達 - 『西野達 in 別府』
  - 坂元裕二 - 『カルテット』
  - 石川さゆり - 『45周年記念リサイタル』
  - 入船亭扇遊 - 『入船亭扇遊独演会』
  - 細川展裕 - 『髑髏城の七人』ほか
  - 五十殿利治 - 『非常時のモダニズム』
  - 椹木野衣 - 『震美術論』
  - 山村浩二 - 『山村浩二 右目と左目でみる夢』
- 2019年（第69回）
  - 豊竹呂勢太夫 - 『本朝廿四孝』ほか
  - 藤山直美 - 『おもろい女』
  - 黒澤和子 - 『万引き家族』
  - 塚本晋也 - 『斬、』
  - 杵屋勝四郎 - 『第8回杵屋勝四郎リサイタル』ほか
  - 高橋翠秋 - 『胡弓の栞』ほか
  - 小野絢子 - 『眠れる森の美女』ほか
  - 篠原聖一 - 『宿命』ほか
  - 山尾悠子 - 『飛ぶ孔雀』
  - 吉田修一 - 『国宝』
  - 小沢剛 - 『不完全―パラレルな美術史』展ほか
  - 内藤礼 - 『内藤礼―明るい地上には、あなたの姿が見える』展
  - 伊藤純 - 『新日本風土記』
  - 笑福亭鶴瓶 - 『笑福亭鶴瓶落語会』ほか
  - 竹内まりや - 『souvenir the movie』ほか
  - 佐藤卓 - 『デザインあ展 in TOKYO』ほか
  - 岡崎乾二郎 - 『抽象の力 近代芸術の解析』
  - 古井戸秀夫 - 『評伝 鶴屋南北』
  - 荒木飛呂彦 - 『荒木飛呂彦原画展 JOJO 冒険の波紋』ほか

##### 2020年代
- 2020年（第70回）
  - 内野聖陽 - 『最貧前線』ほか
  - 茂山七五三 - 『枕物狂』
  - 長田達也 - 『カツベン!』ほか
  - 筒井真理子 - 『よこがお』ほか
  - 加納悦子 - 『ドイツ・バロック歌曲』ほか
  - 野村峰山 - 『初代中尾都山の軌跡』
  - 島添亮子 - 『コンチェルト』ほか
  - 米沢唯 - 『ロメオとジュリエット』ほか
  - 佐伯一麦 - 『山海記』
  - 吉川宏志 - 『石蓮花』
  - イケムラレイコ - 『イケムラレイコ 土と星 Our Planet』展
  - 内藤廣 - 『高田松原津波復興祈念公園　国営追悼・祈念施設』
  - 源孝志 - 『スローな武士にしてくれ』ほか
  - 春風亭一朝 - 『淀五郎』ほか
  - 林家正楽 - 『鈴本演芸場5月下席夜の部』ほかにおける紙切りの芸
  - 大谷燠 - 『下町芸術祭2019』ほか
  - 井口時男 - 『蓮田善明　戦争と文学』
  - 佐藤康宏 - 『若冲伝』
  - 池田亮司 - 個展『池田亮司』ほか
- 2021年（第71回）
  - 岡本健一 - 『リチャード二世』
  - 松本祐子 - 『五十四の瞳』
  - 諏訪敦彦 - 『風の電話』
  - 伊藤進一 - 『海辺の映画館―キネマの玉手箱』ほか
  - 藤本昭子 - 『第17回藤本昭子演奏会』ほか
  - 藤原道山 - 『藤原道山20th Anniversaryコンサート』ほか
  - 井関佐和子 - 『夏の名残のバラ』ほか
  - 加治屋百合子 - 『海賊』ほか
  - 朝井まかて - 『類』
  - 青木野枝 - 『青木野枝 霧と鉄と山と』展
  - 宮島達男 - 『宮島達男 クロニクル 1995-2020』展ほか
  - 宇川直宏 - 『DOMMUNE』
  - 伊東英朗 - 『クリスマスソング 放射線を浴びたＸ年後』
  - 宮本浩次 - 『ROMANCE』ほか
  - 柳亭市馬 - 『穴泥』ほか
  - 上島春彦 - 『鈴木清順論』
  - 細川周平 - 『近代日本の音楽百年』
  - 湯浅政明 - 『映像研には手を出すな!』
- 2022年（第72回）
  - 竹本千歳太夫 - 『ひらかな盛衰記』ほか
  - マキノノゾミ - 『昭和虞美人草』
  - 江川悦子 - 『信虎』『マスカレード・ナイト』
  - 濱口竜介 - 『ドライブ・マイ・カー』ほか
  - 妻屋秀和 - 『ドン・カルロ』ほか
  - 上野水香 - 『ボレロ』ほか
  - 奥村康祐 - 『白鳥の湖』ほか
  - 中島京子 - 『ムーンライト・イン』『やさしい猫』
  - 水林章 - 『壊れた魂』
  - 鷹野隆大 - 『鷹野隆大　毎日写真　1999-2021』展
  - 磯山晶 - 『俺の家の話』
  - 桂南光 - 『らくだ』ほか
  - 佐野元春 - 『THE COMPLETE ALBUM COLLECTION 1980-2004』
  - 川口隆夫 - コロナ禍における表現者としての活動
  - 三浦篤 - 『移り棲む美術』
  - 小島秀夫 - 『DEATH STRANDING DIRECTOR'S CUT』
- 2023年（第73回）
  - 尾上菊之助 - 「義経千本桜」ほか
  - 段田安則 - 「セールスマンの死」ほか
  - 尾上克郎 - 「シン・ウルトラマン」ほか
  - 宮本まさ江 - 「キングダム2 遥かなる大地へ」ほか
  - 児玉桃 - 「メシアン・プロジェクト2022」
  - 山登松和 - 「山登松和の会」ほか
  - 志田真木 - 「伊野波節」「黒髪」
  - 福岡雄大 - 「春の祭典」ほか
  - 滝口悠生 - 「水平線」
  - 渡辺松男 - 「牧野植物園」
  - 栗林隆 - 「元気炉」
  - 沢村澄子 - 「宮沢賢治-沢村澄子 現象的書展」
  - 藤本有紀 - 「カムカムエヴリバディ」
  - 京山幸枝若 - 「天保水滸伝・笹川の花会」ほか
  - 鈴木慶一 - 「It's the moooonriders」ほか
  - 唐津江理 - 「愛知県芸術劇場×Dance Base Yokohama パフォーミングアーツ・セレクション2022」
  - 岡塚章子 - 「帝国の写真師 小川一眞」
  - 中野正昭 - 「ローシー・オペラと浅草オペラ」
  - 新海誠 - 「すずめの戸締まり」
- 2024年（第74回）
  - 片岡愛之助 - 「夏祭浪花鑑」
  - 山西惇 - 「エンジェルス・イン・アメリカ」
  - 岩井俊二 - 「キリエのうた」
  - 佐藤浩市 - 「春に散る」
  - 杉山洋一 - 「湯浅譲二 作曲家のポートレート」
  - 福原徹 - 「福原徹演奏会 徹の笛」
  - 鈴木稔 - バレエ「ドラゴンクエスト」
  - 吉村古ゆう - 「こうの鳥」
  - 柴崎友香 - 「続きと始まり」
  - 乗代雄介 - 「それは誠」
  - 蔡國強 - 「蔡國強 宇宙遊―〈原初火球〉から始まる」展
  - 須藤玲子 - 「須藤玲子:NUNOの布づくり」展
  - 石川真生 - 「石川真生 私に何ができるか」
  - 宮本佳明 - 「入るかな？はみ出ちゃった。～宮本佳明 建築団地」
  - 井上雄彦 - 「THE FIRST SLAM DUNK」
  - 田村由美 - 「ミステリと言う勿れ」
  - 野木亜紀子 - 「フェンス」
  - 山崎裕侍 - 「閉じ込められた女性たち～孤立出産とグレーゾーン～」
  - 宝井琴調 - 国立名人会「名月若松城」
  - 藤井フミヤ - 「40th Anniversary Tour 2023-2024」
  - 荒井洋文 - 文化施設「犀の角」における活動の成果
  - ルシール・レイボズ、仲西祐介 - 「KYOTOGRAPHIE 京都国際写真祭」
  - 鈴木聖子 - 「掬われる声、語られる芸 小沢昭一と『ドキュメント 日本の放浪芸』」
  - マイク・モラスキー - 「ジャズピアノ――その歴史から聴き方まで」（上・下）
- 2025年（第75回）
  - 浅野和之 - 「What If If Only ―もしも せめて」「リア王」
  - 坂東彌十郎 - 「髪結新三」ほか
  - 石井岳龍 - 「箱男」
  - 土井敏邦 - 「津島 福島は語る・第二章」
  - 岡村慎太郎 - 「岡村慎太郎 地唄筝曲演奏会」ほか
  - 阪哲朗 - 「ばらの騎士」ほか
  - 尾上紫 - 「第7回尾上紫リサイタル―花」
  - 柄本弾 - 「ザ・カブキ」「ロミオとジュリエット」ほか
  - 野木京子 - 「廃屋の月」
  - 町屋良平 - 「私の小説」
  - 石田尚志 - 「石田尚志 絵と窓の間」展
  - 塩田千春 - 「塩田千春 つながる私（アイ）」展
  - 開発好明 - 「ART IS LOVE―ひとり民主主義へようこそ」展
  - 金築浩史 - 「札幌国際芸術祭2024」ほか
  - 青山剛昌 - 「名探偵コナン」
  - 桜井政博 - 「桜井政博のゲームを作るには」
  - 阿部サダヲ - 「不適切にもほどがある!」
  - 村瀬史憲 - 「掌で空は隠せない～1926木本事件～」ほか
  - 立川談春 - 「芸歴40周年記念興行 立川談春独演会」
  - 柳家喬太郎 - 「喬太郎企画ネタ尽きました、お客様決めてください」ほか
  - 広上淳一 - 能登半島地震の被災地における音楽による復興支援活動による成果
  - 丸岡ひろみ - 「横浜国際舞台芸術ミーティング2024」ほか
  - 有木宏二 - 「ゴーガンと仏教」
  - 片山杜秀 - 「大楽必易―わたくしの伊福部昭伝―」

## 事件・批判
- 2006年に受賞者の和田義彦の作品がイタリアの画家アルベルト・スギの作品との、作品類似疑惑が発生し、受賞が取り消された。これをうけて、選考・審査の体制が見直されることとなった[3]。